# Maria Lang mysteries
De Maria Lang mysteries (Zweeds: Maria Lang; Engels: Crimes of Passion) is een zesdelige televisieserie naar de boeken van de Zweedse misdaadschrijfster Maria Lang (1914-1991) die in 2013 uitgezonden werd op de Zweedse zender TV4.
Alle zes de verhalen spelen zich af in de jaren 1950 in de Zweedse regio Bergslagen en draaien meestal om passionele moorden. Hoofdpersonen van de verhalen zijn politie-inspecteur Christer Wijk (Ola Rapace) en literatuurstudente Puck Ekstedt (Tuva Novotny) met haar verloofde (en latere echtgenoot) Einar ‘Eje’ Bure (Linus Wahlgren).
De eerste aflevering werd als film in de bioscoop gebracht in maart en de volgende afleveringen verschenen enkel op televisie en werden later ook op dvd uitgebracht.

## Rolverdeling
| Acteur         | Personage     |
| -------------- | ------------- |
| Ola Rapace     | Christer Wijk |
| Tuva Novotny   | Puck Ekstedt  |
| Linus Wahlgren | Einar Bure    |

## Lijst van afleveringen
| Nr. | Titel                        | Regie                             | Script                               | Datum            | Datum         |
| --- | ---------------------------- | --------------------------------- | ------------------------------------ | ---------------- | ------------- |
| 1 | Mördaren ljuger inte ensam   | Birger Larsen                     | Charlotte Orwin Jonna Bolin-Cullberg | 8 maart 2013     | 29 maart 2014 |
| Literatuurstudente Puck Ekstedt wordt door haar mentor, professor Hammar, uitgenodigd om in gezelschap van een kleine vriendengroep Midzomer te vieren in zijn buitenhuisje op een eiland. In het gezelschap bevindt zich ook Einar met wie Puck in het geheim een verhouding heeft. Na een romantische avond ontdekken de twee het lichaam van een van de gasten. Einar roept de hulp in van zijn vriend, politiecommissaris Christer Wijk. |                              |                                   |                                      |                  |               |
| 2 | Kung Liljekonvalje av dungen | Christian Eklöw Christopher Panov | Charlotte Orwin Jonna Bolin-Cullberg | 7 augustus 2013  | 5 april 2014  |
| Puck, Einar en politie-inspecteur Christer Wijk worden in Skoga uitgenodigd op een huwelijksfeest. De dag voor het huwelijk verdwijnt de bruid spoorloos nadat ze langs de bloemist gepasseerd is. Christer Wijk treft haar later dood aan met een boeket meiklokjes in haar handen. Het is aan de politie-inspecteur om uit te zoeken wie de dader is want iedereen blijkt wel iets te verbergen hebben.                                    |                              |                                   |                                      |                  |               |
| 3 | Inte flera mord              | Peter Schildt                     | Charlotte Orwin Jonna Bolin-Cullberg | 4 september 2013 | 12 april 2014 |
| Puck en Einar zijn twee maanden gehuwd en ze beslissen hun laatste vakantieweken door te brengen in Einars woonplaats Skoga. Ze brengen hun vakantie door in de houten vakantiewoning van Einars zuster in gezelschap van Pucks vader, professor Johannes Ekstedt, en zijn kat Thotmes III. Na de eerste nacht vindt Einar een dode man op het gazon die met een mes neergestoken werd. Christer Wijk komt de moord onderzoeken.             |                              |                                   |                                      |                  |               |
| 4 | Rosor, kyssar och döden      | Daniel Di Grado                   | Alexander Onofri Kerstin Gezelius    | 9 oktober 2013   | 19 april 2014 |
| Puck en Einar worden uitgenodigd op het buitenverblijf Rödenbergshyttan voor het verlovingsfeest van Christer Wijk en Gabriella. Puck vindt Gabriella’s grootvader dood in bed en hij blijkt vergiftigd te zijn. Snel wordt het duidelijk dat de relaties tussen de personen die in het huis leven ingewikkelder zijn dan gedacht. Is het toeval of niet dat de grootvader vermoord wordt net nu inspecteur Wijk aanwezig is?                |                              |                                   |                                      |                  |               |
| 5 | Farliga drömmar              | Molly Hartleb                     | Charlotte Orwin Jonna Bolin-Cullberg | 6 november 2013  | 26 april 2014 |
| Puck heeft een baan als stenografe gevonden bij de excentrieke nobelprijslaureaat voor literatuur Andreas Hallman. Hallman is behalve begaafd en charmant ook neurotisch en dwingt zijn vrouw en drie kinderen op te groeien ver van de buitenwereld verwijderd. Op een avond sterft Hallmans oudste zoon en het is onzeker of hij een natuurlijke dood gestorven is. Later overlijdt Hallman zelf en hij werd met zekerheid vermoord.       |                              |                                   |                                      |                  |               |
| 6 | Tragedi på en lantkyrkogård  | Christian Eklöw Christopher Panov | Alex Haridi                          | 20 november 2013 | 3 mei 2014    |
| Op kerstavond zijn Puck, Einar en professor Ekstedt uitgenodigd bij de dominee in de pastorij voor een kerstdiner. Een knappe blondine, Barbara Sandell, klopt aan en vertelt dat haar man vermist is. Hij wordt vermoord teruggevonden waardoor het rustige dorp op Kerstmis plots in rep en roer staat en Christer Wijk komt de moord onderzoeken.                                                                                         |                              |                                   |                                      |                  |               |